# Локально линейный граф

Граф Пэли с девятью вершинами является локально линейным. Один из шести треугольников выделен зелёным.

Локально линейный граф — неориентированный граф в окрестности каждой вершины порождённым паросочетанием. То есть для любой вершины {\displaystyle v} любая окрестность {\displaystyle v} должна быть смежной в точности ещё одной вершине, соседней вершине {\displaystyle v}. Эквивалентно, любое ребро {\displaystyle uv} такого графа принадлежит единственному треугольнику {\displaystyle uvw}. Локально линейные графы называются также локально паросочетаемыми графами.
Примеры локально линейных графов включают треугольные кактусы, рёберные графы 3-регулярных графов без треугольников и прямое произведение более мелких локально линейных графов. Определённые кнезеровские графы, и некоторые сильно регулярные графы также локально линейны.
Некоторые локально линейные графы имеют почти квадратичное число рёбер. Вопрос, как плотны эти графы, может быть одной из формулировок Проблема Ружи – Семереди. Известны также наиболее плотные планарные графы, которые могут быть локально линейными.

## Построения и примеры

Кубооктаэдр, планарный локально линейный граф, который может быть образован как рёберный граф куба или путём приклеивания антипризм во внутреннюю и внешнюю грань 4-цикла

Известны некоторые построения для локально линейных графов.

### Приклеивания и произведения
Графы дружеских отношений, образованные склеиванием  вместе набора треугольников в одной общей вершине, локально линейны. Это единственные конечные графы, имеющие более сильное свойство, что любая пара вершин (смежных или нет) имеют в точности одну общую соседнюю вершину. Более обще, любой треугольный кактус, граф, в котором все простые циклы треугольны и все пары простых циклов имеют максимум одну общую вершину, локально линейны.
Пусть {\displaystyle G} и {\displaystyle H} будут любыми двумя локально линейными графами, выберем треугольник из каждого из графов и склеим два графа вместе путём отождествления пар в этих треугольниках (это вид операции суммы по клике на графах). Тогда результирующий граф остаётся локально линейным.
Прямое произведение графов любых двух локально линейных графов остаётся линейно локальным, поскольку любые треугольники в произведении приходят из одного или другого множителя. Например, Граф Пэли с девятью вершинами (граф 3-3 дуопризмы) является прямым произведением двух треугольников.
Графы Хэмминга {\displaystyle H(d,3)} являются произведениями {\displaystyle d} треугольников, а потому снова локально линейны.

### Размножение
Если граф {\displaystyle G} является 3-регулярным графом без треугольников, то рёберный граф {\displaystyle L(G)} является графом, образованным путём преобразования каждого ребра графа {\displaystyle G} в новую вершину и связыванием двух вершин ребром в  {\displaystyle L(G)}, если соответствующие рёбра графа  {\displaystyle G} имеют общую конечную вершину. Эти графы являются 4-регулярными и локально линейными. Любой 4-регулярный локально линейный граф может быть построен таким образом. Например, граф кубооктаэдра может быть образован этим способом как рёберный граф куба, а граф Пэли с девятью вершинами является рёберным графом коммунального графа {\displaystyle K_{3,3}}.
Рёберный граф графа Петерсена, другой граф этого типа, имеет свойство, аналогичное свойству клеток, что это наименьший возможный граф, в котором наибольшая клика имеет три вершины, каждая вершина принадлежит двум непересекающимся кликам, а самый короткий цикл с рёбрами из различных клик имеет длину пять.
Более сложный процесс размножения применяется к планарным графам.
Пусть {\displaystyle G} будет планарным графом, вложенным в плоскость таким образом, что каждая грань четырёхугольна, как у графа куба. Необходимо, если  {\displaystyle G} имеет {\displaystyle n} вершин, чтобы грань имел {\displaystyle n-2} графов. Если вклеить квадратную антипризму в грань графа {\displaystyle G}, а затем удалить оригинальные рёбра графа {\displaystyle G}, получим новый локально линейный планарный граф с {\displaystyle 5(n-2)+2} вершинами и {\displaystyle 12(n-2)} рёбрами. Например, кубооктаэдр может быть получен таким образом из двух граней (внутренняя и внешняя) 4-цикла.

### Алгебраическое построение
Кнезеровский граф {\displaystyle KG_{a,b}} имеет {\displaystyle {\tbinom {a}{b}}} вершин, представляющий {\displaystyle b}-элементные подмножества {\displaystyle a}-элементного множества. Две вершины смежны, если соответствующие подмножества не пересекаются. Когда {\displaystyle a=3b}, результирующий граф локально линеен, поскольку для каждых двух не пересекающихся {\displaystyle b}-элементных подмножеств имеется в точности одно {\displaystyle b}-элементное подмножество (дополнение их объединения), которое не пересекается с обоими множествами. Получающийся локально линейный граф имеет {\displaystyle {\tbinom {3b}{b}}} вершин и {\displaystyle {\tfrac {1}{2}}{\tbinom {3b}{b}}{\tbinom {2b}{b}}} рёбер. Например, для {\displaystyle b=2} кнезеровский граф {\displaystyle KG_{6,2}} локально линеен с 15 вершинами и 45 рёбрами.
Локально линейные графы могут также быть построены из свободных от прогрессий множеств чисел.
Пусть {\displaystyle p} будет простым числом и пусть {\displaystyle A} будет подмножеством чисел по модулю {\displaystyle p}, таких, что никакие три члена {\displaystyle A} не формируют арифметическую прогрессию по модулю {\displaystyle p}. (То есть {\displaystyle A} является множеством Салема — Спенсера по модулю {\displaystyle p}.) Тогда существует трёхдольный граф, в котором каждая доля имеет {\displaystyle p} вершин, имеет {\displaystyle 3|A|p} рёбер и каждое ребро принадлежит единственному треугольнику. Тогда, согласно этому построению, {\displaystyle n=3p} и число рёбер равно {\displaystyle n^{2}/e^{O({\sqrt {\log n}})}}. Для построения этого графа, пронумеруем вершины на каждой стороне трёхдольного графа от {\displaystyle 0} до {\displaystyle p-1} и строим треугольнике вида {\displaystyle (x,x+a,x+2a)} по модулю {\displaystyle p} для каждого {\displaystyle x} в интервале от {\displaystyle 0} до {\displaystyle p-1} и каждого {\displaystyle a} из {\displaystyle A}. Граф, образованный объединением этих треугольников, имеет ожидаемое свойство, что любое ребро принадлежит единственному треугольнику. Если бы это было не так, существовал бы треугольник {\displaystyle (x,x+a,x+a+b)}, где {\displaystyle a}, {\displaystyle b} и {\displaystyle c=(a+b)/2} принадлежали бы {\displaystyle A}, что нарушает предположение об отсутствии арифметических прогрессий {\displaystyle (a,c,b)} в {\displaystyle A}. Например, с {\displaystyle p=3} и {\displaystyle A=\{\pm 1\}}, результатом будет Граф Пэли с девятью вершинами.

### Регулярные и сильно регулярные графы
Любой локально линейный граф должен иметь чётную степень для каждой вершины, поскольку ребро в каждой вершине может быть разбито на пары на треугольники. Прямое произведение двух локально линейных регулярных графов снова локально линейно и регулярно со степенью, равной сумме степеней множителей. Таким образом, существует регулярные локально линейные графы любой чётной степени.
{\displaystyle 2r}-Регулярные локально линейные графы должны иметь по меньшей мере {\displaystyle 6r-3} вершин, поскольку столько есть в треугольниках и соседях. (Никакие две вершины треугольника не могут иметь общих соседей без нарушения локальной линейности.) Регулярные графы с точно таким числом вершин возможны, только когда {\displaystyle r} равно 1, 2, 3 или 5 и единственным образом определены для каждого из этих четырёх случаев. Четыре регулярных графа, на которых достигается эта граница как функция от числа вершин, — это  2-регулярный треугольник {\displaystyle K_{3}} (3 вершины), 4-регулярный граф Пэли (9 вершин), 6-регулярный кнезеровский граф {\displaystyle KG_{6,2}} (15 вершин) и 10-регулярное дополнение графа Шлефли (27 вершин). Последний в списке 10-регулярный граф с 27 вершинами также является графом пересечений 27 прямых на кубической поверхности.
Сильно регулярный граф можно описать четвёркой параметров {\displaystyle (n,k,\lambda ,\mu )}, где {\displaystyle n} равно числу вершин, {\displaystyle k} равно числу инцидентных вершине рёбер, {\displaystyle \lambda } равна числу общих соседей для любой смежной пары вершин и {\displaystyle \mu } равно числу общих соседей для любой несмежной пары вершин. Когда {\displaystyle \lambda =1}, граф локально линеен. Локально линейные графы, как уже упомянуто выше,  сильно регулярны и их параметры равны
- треугольник (3,2,1,0),
- граф Пэли с девятью вершинами (9,4,1,2),
- кнезеровский граф {\displaystyle KG_{6,2}} (15,6,1,3),
- дополнение графа Шлефли  (27,10,1,5).

Другие локально линейные строго регулярные графы
- граф Брауэра — Хемерса (81,20,1,6)[9]
- граф Берлекэмпа — ван Линта — Зейделя (243,22,1,2)[10]
- Граф Коссиденте — Пенттилы (378,52,1,8),[11]
- граф Геймса (729,112,1,20).[12]

Другие потенциально правильные комбинации с {\displaystyle \lambda =1} включают (99,14,1,2) и (115,18,1,3), но не известно, существуют ли сильно регулярные графы с такими параметрами. Вопрос о существовании сильно регулярного графа с параметрами (99,14,1,2) известен как проблема Конвея 99-графа и Джон Хортон Конвей предложил приз в 1000 долларов тому, кто её решит .
Существует бесконечно много дистанционно-регулярных графов степени 4 или 6, которые локально линейно. Кроме сильно регулярных графов одинаковой степени, они включают рёберный граф графа Петерсена, граф Хэмминга {\displaystyle H(3,3)} и половинку графа Фостера.

## Плотность

Наиболее плотные возможные локально линейные планарные графы образованы путём вклеивания антипризмы (красные вершины и чёрные рёбра) в каждую квадратную грань планарного графа (синие вершины и пунктирные жёлтые рёбра)

Одна из формулировок проблемы Ружи – Семереди задаёт вопрос о максимальном числе рёбер в локально линейном графе с {\displaystyle n} вершинами. Как доказали Имре З. Ружа и Эндре Семереди, это максимальное число равно {\displaystyle o(n^{2})}, но также равно {\displaystyle \Omega (n^{2-\varepsilon })} для любого {\displaystyle \varepsilon >0}.
Построение локально линейных графов из свободных от прогрессий множеств ведёт к наиболее плотным известным локально линейным графам с {\displaystyle n^{2}/\exp O({\sqrt {\log n}})} рёбрами.
Среди планарных графов максимальное число рёбер в локально линейном графе с {\displaystyle n} вершинами равно {\displaystyle {\tfrac {12}{5}}(n-2)}. Граф кубооктаэдра является первым в бесконечной последовательности полиэдральных графов с {\displaystyle n=5k+2} вершинами и  {\displaystyle {\tfrac {12}{5}}(n-2)=12k} рёбрами для {\displaystyle k=2,3,\dots }, построенными путём расширения квадратных граней {\displaystyle K_{2,k}} в антипризмы. Эти примеры показывают, что эта верхняя граница точна.